# Deadshot
Deadshot (Floyd Lawton) (Español Tiro Muerto) es un supervillano y antihéroe que aparece en los cómics estadounidenses publicados por DC Comics. Creado por David Vern Reed y Lew Schwartz, basado en un concepto del cocreador de Batman, Bob Kane, el personaje hizo su primera aparición en Batman #59 (junio de 1950). La historia de introducción presenta a Deadshot usando armas de fuego estándar mientras usa un esmoquin, un sombrero de copa y una máscara de dominó simple. El personaje no se volvió a ver hasta veintinueve años después, cuando el escritor Steve Englehart junto con los artistas Marshall Rogers y Terry Austin lo remodeló en Detective Comics (vol.1) #474 (1979), ahora presentándolo con pistolas personalizadas montadas en la muñeca y una máscara única con una lente multiuso sobre su ojo derecho. Desde entonces, ha sido un personaje recurrente en los cómics de Batman. Desde 1986, Deadshot también ha sido retratado con frecuencia en cómics que presentan al Escuadrón Suicida.
Deadshot es un experto en armas de fuego y un excelente francotirador que regularmente se jacta de no fallar nunca un tiro. A menudo se le considera uno de los asesinos más mortíferos del Universo DC. Lawton finalmente es llevado ante la justicia por el superhéroe Batman, quien se convierte en el enemigo más recurrente de Lawton a lo largo de los años (aunque ocasionalmente también entra en conflicto con otros héroes). Después de múltiples derrotas, Deadshot es reclutado por Amanda Waller para unirse a Task Force X, un grupo de operaciones encubiertas formado en gran parte por supervillanos y conocido por el apodo de "el Escuadrón Suicida". Aunque normalmente se lo presenta como un supervillano, Lawton también se representa ocasionalmente como un antihéroe debido a sus aventuras con el Escuadrón Suicida, donde lucha contra villanos y amenazas más peligrosos, su necesidad de proteger a quienes considera familiares y sus esfuerzos ocasionales para hacerse responsable a un código de ética personal.
El personaje se ha adaptado sustancialmente de los cómics a varias formas de medios, incluidas series de televisión, largometrajes y videojuegos. Deadshot fue interpretado por Bradley Stryker en la última temporada de Smallville, por Michael Rowe en la serie de televisión Arrow y por Will Smith en la película del Universo extendido de DC Escuadrón Suicida (2016). IGshot clasificó a Deadshot como el 43.er mejor villano del cómic de todos los tiempos en 2009.

## Historia
En su historia de debut, se muestra que Floyd Lawton es un hombre rico independiente con un miembro del personal de confianza y ayuda de cámara llamado Stevens. Los ciudadanos más ricos de Gotham, como el empresario Bruce Wayne, se refieren a Lawton como alguien "nuevo" en Gotham City. Después de su reclutamiento para Task Force X (el "Escuadrón Suicida"), la terapeuta Dra. Marnie Herrs explica con más detalle el pasado de Lawton.
De niño, Floyd Lawton y su hermano mayor Edward "Eddie" Robert Lawton se crían en una familia adinerada que tiene una gran influencia en su comunidad. Su padre, George Lawton, posee intereses en gran parte de las propiedades inmobiliarias locales y domina a la policía local, mientras que su madre, Genevieve Pitt Lawton, una tiradora ganadora de premios, controla los negocios bancarios de Pitt. Los padres de Lawton son vistos como una pareja poderosa en sus círculos sociales, pero en privado llegan a odiarse. Según varios relatos, Floyd es juzgado repetidamente por sus padres por no igualar los logros académicos y deportivos de su hermano, lo que lleva al niño más joven de Lawton a actuar de varias maneras.
Cuando Eddie está en la mitad de su adolescencia y Floyd tiene alrededor de 12 años, Genevieve les cuenta a sus hijos sobre las infidelidades de su esposo y los muchos abusos que sufre bajo su mando, y luego les pide a los niños que maten a George. Floyd intenta advertir a George, pero Eddie encierra a su hermano menor en el cobertizo para botes cercano y luego cierra las puertas de la casa familiar para que nadie pueda entrar o entrometerse en el asesinato. Floyd escapa, agarra un rifle de caza y se sube a un árbol cercano para tener una mejor vista a través de todas las ventanas de la casa familiar. Al ver a Eddie entrar en la biblioteca de la casa para dispararle a su padre, Floyd dispara su rifle con la esperanza de desarmar a su hermano. Pero la rama del árbol en la que está Floyd de repente cede y pierde su puntería, lo que hace que mate a tiros a Eddie justo cuando el hermano mayor dispara a su padre. El objetivo de Eddie también se desvía, lo que hace que su bala golpee y rompa la columna vertebral de George Lawton en lugar de matarlo.
Negándose a que su apellido se vea empañado por el escándalo que ocurriría, George Lawton hace arreglos con la policía para encubrir los detalles del crimen. El informe oficial concluye que un francotirador desconocido abrió fuego dos veces contra George Lawton y que su hijo heroico Eddie murió al zambullirse en la trayectoria de la segunda bala. Como castigo por sus esfuerzos, George Lawton se niega a divorciarse de Genevieve y, en cambio, la obliga a vivir con una asignación limitada y aislada en otra casa más pequeña, la de Lawton, en las afueras de la ciudad. Después de la secundaria, Floyd Lawton deja la casa de su familia para viajar. A pesar de sus afirmaciones posteriores de que no sintió nada al ver morir a su hermano, a menudo muestra enojo al recordar el incidente y la muerte de Eddie lo inspira a jurar que en el futuro, cuando dispare un arma, "nunca fallará".
Los siguientes años de la vida de Floyd Lawton antes de su llegada a Gotham City no se explican completamente en los cómics, aunque finalmente se revela que cuando era joven conoció a David Cain, un asesino altamente calificado que años antes había sido uno de los maestros de Batman durante los muchos años de preparación del héroe para luchar contra el crimen. Como miembro de la Liga de Asesinos, que a veces acepta contratos privados pero también está disponible como agente del terrorista Ra's al Ghul, David Cain es un experto en puntería, técnicas de combate cuerpo a cuerpo, artes marciales y tácticas militares. y entrena a Floyd Lawton en todas estas áreas. Floyd luego comenta que Cain fue su "mejor maestro". Si bien los cómics canónicos no brindan muchos más detalles sobre si Floyd Lawton tuvo otro entrenamiento con otros maestros, medios como los videojuegos Arkham Asylum proponen que sirvió durante un tiempo en el ejército de los EE. UU., donde recibió entrenamiento como francotirador.
Lawton se convierte en un asesino a sueldo en Europa y América del Sur, permaneciendo en gran medida desconocido para las autoridades, pero ganándose una reputación entre ciertas bandas y cárteles como un asesino que nunca falla. En algún momento, Floyd Lawton se casa con una mujer llamada Susan y tienen un hijo juntos, un niño llamado Edward en honor al hermano fallecido de Floyd. Floyd luego se divorcia de Susan y se quita a sí mismo por la vida de ella y de Edward. Más tarde afirma que hizo esto porque Susan no lo vio como quien es, sino como pensó que podría ser, y que su presencia ponía en peligro la vida de felicidad de ella y Edward.

### Gotham City
Eventualmente, Floyd se instala en Gotham City y contrata a un asistente y valet de confianza llamado Steven. Decide convertirse en una figura influyente y señor del crimen, de forma similar a como operaban sus padres en su ciudad natal. Mientras asistía a un baile benéfico, Floyd es testigo de cómo Batman, el héroe de Gotham City, detiene a un grupo de ladrones. Al ver a Batman como un rival, Floyd decide reducir la influencia del héroe en Gotham antes de embarcarse por completo en una carrera criminal. Con un esmoquin, un sombrero de copa, un cinturón de armas y una máscara de dominó, Lawton opera públicamente en Gotham City como un justiciero llamado Deadshot y usa sus habilidades de puntería para desarmar a los criminales sin matarlos.
Batman sospecha de Deadshot y finalmente descubre sus verdaderos motivos e identidad. Más tarde, Deadshot se revela e intenta matar a Batman, pero se sorprende cuando cada uno de sus disparos falla. Batman se burla de que Deadshot no tiene valor para enfrentar y matar adecuadamente a un oponente. En verdad, Batman había llegado a las armas de Deadshot antes de tiempo y alteró su vista para desviar su puntería, con la esperanza de sacudir psicológicamente al villano.
Expuesto públicamente, Deadshot es llevado a juicio y encarcelado. Después de un tiempo, se resiente porque se le considera un enemigo olvidado de Batman, mientras que otros, como Penguin y Riddler, ganan mayor renombre. En su primera oportunidad, escapa del encarcelamiento y decide probarse a sí mismo en el combate contra Batman con nuevas pistolas montadas en la muñeca, chalecos antibalas personalizados y una máscara que ayuda a su ya impresionante puntería. A pesar de sus esfuerzos, Deadshot es nuevamente derrotado por el héroe de Gotham City. Después de escapar de las autoridades nuevamente, Deadshot una vez más se convierte en un asesino a sueldo en lugar de enfocarse en vengarse del Caballero de la Noche.

### Escuadrón Suicida
La agente del gobierno Amanda Waller obtiene permiso para revivir Task Force X, un grupo de operaciones especiales que en el pasado también se conocía como Escuadrón Suicida. Bajo el liderazgo de Waller, Task Force X ya no es un grupo de operativos gubernamentales y militares, sino que ahora está formado principalmente por supervillanos encarcelados que se consideran prescindibles si se pierden en misiones peligrosas y se les promete un tiempo de prisión reducido a cambio de sus servicios.
Después de ser derrotado por Flash, Floyd Lawton es encarcelado nuevamente y trasladado a Belle Reve, una prisión en Luisiana que también sirve como centro secreto para el nuevo Escuadrón Suicida. Allí, Deadshot es reclutado por Amanda Waller. Más tarde se dice que Deadshot es seleccionado no solo por sus habilidades, sino también porque las sesiones de terapia obligatorias han revelado que a veces es propenso a un "deseo de muerte", con la esperanza interna de que un enemigo adecuado termine con su vida en una batalla dramática (también se sugiere que esta es la razón por la que inicialmente decora su segundo disfraz con un objetivo en el pecho). Durante su tiempo con el equipo, Deadshot choca con frecuencia con su compañero de equipo, el Capitán Bumerang, y el líder de campo Rick Flag (por quien Floyd desarrolla un respeto a regañadientes).
Poco después de que Deadshot se une al Escuadrón Suicida, Batman se entera de la existencia del equipo y los confronta, amenazando con exponer que el gobierno de EE. UU. está empleando supervillanos para misiones encubiertas y posiblemente ilegales. Amanda Waller responde que la exposición pública de Task Force X la obligará a revelar la verdadera identidad de Batman. Antes de que Batman se vaya, Deadshot lo amenaza, pero el Caballero de la Noche comenta que Lawton siempre "hace" sus tiros cuando están en batalla. Más tarde, la terapeuta Dra. Marnie Herrs está de acuerdo con esta conclusión y señala que Deadshot a veces sabotea sus propios esfuerzos como si invitara a sus oponentes a aprovechar la situación y acabar con su vida.
El hijo de Deadshot, Edward, que ahora tiene unos ocho años, es secuestrado por una banda de delincuentes con la esperanza de manipular a Floyd. Uno de los pandilleros, Wes Anselm, es un pedófilo con incidentes documentados de agresiones contra niños. Cuando Deadshot persigue a la pandilla, Wes agarra al joven Eddie y lo deja inconsciente, luego huye con el niño en un automóvil. Más tarde, Deadshot encuentra a Wes en su apartamento y a Eddie muerto. Wes insinúa que el niño luchó contra un asalto, lo que resultó en que Wes se enfureciera y lo matara. Deadshot se venga lanzando varios disparos no letales a Wes antes de finalmente matarlo.
Después de enterarse de que el secuestro de Eddie era parte de un complot complicado de Genevieve Lawton para inspirar a Floyd a matar finalmente a su padre, Deadshot regresa a su ciudad natal. Al enfrentarse a su madre en su casa, Deadshot primero tiene la intención de matarla, pero luego lo reconsidera cuando su terapeuta Marnie Herrs señala que Genevieve también tiene su propio deseo de muerte y espera que la maten porque no desea hacerse daño. En lugar de posiblemente darle el resultado que desea, Deadshot elige no matar a su madre y, en cambio, le dispara con un tiro de precisión en la columna, lo que la deja parapléjica. Deadshot comenta que esto es apropiado ya que sus esfuerzos por matar a George Lawton solo resultaron en su propia parálisis, y ahora son un "conjunto coincidente".
Más tarde, un senador estadounidense amenaza con exponer al Escuadrón Suicida al mundo. El líder de campo de la Task Force X, Rick Flag, decide asesinar al senador y Deadshot recibe la orden de detener a Flag. En los escalones del Lincoln Memorial, Deadshot mata públicamente al propio senador, justificando que esto cumple con sus órdenes literales: "Evita que Flag mate al senador. Palabras exactas". Luego, la policía de DC dispara a Deadshot donde está, pero sobrevive a sus heridas y después de una estadía en el hospital y terapia física, regresa al servicio activo con el Escuadrón Suicida.
El uniforme de Lawton es robado por un hombre que luego usa el nombre y el equipo de Deadshot para cometer crímenes y asesinatos. Después de que Lawton mata al impostor mientras el hombre todavía está vestido con el uniforme y la máscara de Deadshot. Más tarde, Floyd es perseguido por la experiencia de haber derribado su propia "imagen" y desde hace algún tiempo no arregla el agujero de bala fatal que ahora ocupa su uniforme.
Eventualmente, las operaciones del Escuadrón Suicida se detienen temporalmente y Deadshot regresa a su propia vida y agenda. En un momento, se convierte en el cuerpo anfitrión del señor demonio Neron y casi mata a la clase de jardín de infantes. Para alivio de Lawton, es detenido y luego liberado de su posesión demoníaca por la Liga de la Justicia. Más tarde, Deadshot acepta un contrato para matar al Papa, pero es frustrado por Wonder Woman.
Después de que sus padres fallecen, Deadshot hereda algunos de sus documentos y pertenencias. Encuentra una carta de Michelle Torres, una mujer que afirma que Floyd Lawton es el padre de su hija Zoe Torres. Deadshot visita a Michelle Torres en el Triangulo, un barrio de Star City. Al darse cuenta de que Zoe es de hecho su hija, reconoce a Michelle como una trabajadora sexual con la que pasó tiempo años antes. Atormentado por el recuerdo de abandonar a su hijo Eddie y luego encontrarlo muerto, Floyd decide establecer una residencia temporal en el Triángulo y cuidar de Zoe y Michelle. Aprende más sobre Zoe como persona, como que ella está orgullosa de su herencia cubana e italiana, y llega a comprender las diferentes bandas criminales y señores de los barrios marginales que amenazan el Triángulo. Al anunciar su presencia, Deadshot comienza a luchar sistemáticamente contra la corrupción en el Triángulo, con la esperanza de convertirlo en un lugar más seguro para Zoe y Michelle. Esto da como resultado que la población local abogue por proteger a Deadshot de vigilantes como el héroe local Green Arrow, y también conduce a un nuevo romance entre Michelle y Floyd.
Cuando los supervillanos con rencor contra Deadshot comienzan a aparecer en el Triángulo, Lawton decide poner distancia entre él y Michelle y Zoe. Después de establecer una beca escolar para Zoe, Deadshot mata a varios supervillanos que lo atacan y luego finge su propia muerte en una explosión. Decide actuar de forma más encubierta por el momento. Sus esfuerzos en el Triángulo también inspiran a Green Arrow a interesarse más en el área, asegurando que el vecindario de Zoe y Michelle permanezca protegido.
Lawton decide hacer lo correcto por su hija y se embarca en una guerra letal contra las pandillas locales que plagan el área. La serie termina con Deadshot fingiendo su muerte, habiéndose dado cuenta de que una vida normal no es para él, pero también habiendo limpiado el área en su mayoría y convenciendo a Green Arrow de patrullarla con más regularidad.

### Seis Secretos
Durante la historia de Crisis infinita de 2005-2006, Deadshot opera brevemente con una encarnación de corta duración de los Seis Secretos, uniéndose a otros villanos que son reclutados por el misterioso Mockingbird (un alias temporal utilizado por Lex Luthor). Por aceptar la membresía, a Deadshot se le ofrece la recompensa de gobernar América del Norte; si se niega, su castigo será la destrucción del Triángulo en Star City, donde todavía viven Michelle y Zoe. Al concluir su objetivo principal, Deadshot es recompensado con una cantidad significativa de dinero que luego envía a Michelle.
A pesar de que Lex Luthor ya no los emplea, los Seis Secretos permanecen activos por un tiempo y Deadshot permanece como miembro. Desarrolla una amistad a regañadientes con su compañero de equipo Catman, otro antiguo enemigo de Batman. Cuando esta versión de Seis Secretos se disuelve, se dice que Deadshot regresó al nuevo Escuadrón Suicida de Amanda Waller.
Mientras forma parte del Escuadrón Suicida, Deadshot es enviado contra los villanos Pied Piper y Trickster y luego aparentemente mata a Trickster. Estos eventos ocurren durante la serie Countdown de un año de duración. Como muchos eventos representados en esa serie, la muerte de Trickster luego se contradice con otras historias.
Amanda Waller decide exiliar a todos los criminales con habilidades sobrehumanas a otro planeta, sin juicio. El Escuadrón Suicida trabaja para reunir a tantos villanos como sea posible, enviándolos a otro planeta a través del puente espacial dimensional conocido como boom tube (un producto de la tecnología Nuevos Dioses). Después de ayudar en el esfuerzo, Deadshot es traicionado y también se exilia al planeta, ya que sigue siendo un supervillano en lo que respecta a Amanda Waller y Rick Flag. Finalmente, los villanos exiliados escapan de regreso a la Tierra.

### Seis Secretosvolumen 2
Deadshot, junto con Scandal Savage, Bane, Rag Doll y Catman reúnen a los Secret Six. El equipo es contratado para recuperar a Tarántula de la Isla de Alcatraz y encontrar una tarjeta que le robó a Junior, un villano misterioso que supuestamente dirige toda la mafia de la costa oeste. Junior tiene prácticamente a toda la comunidad de villanos a su entera disposición, ya que muchos temen sus métodos y formidable. Más tarde, los Seis se enteran de que la carta en cuestión fue hecha por el señor de los demonios Neron y tiene una función especial: "Salir del infierno gratis".
Pronto, los Seis son atacados por un pequeño ejército de supervillanos, todos queriendo recuperar la tarjeta y cobrar la recompensa de $20 millones por cada uno de los Seis. Más tarde se revela que Junior es, de hecho, la hermana de Rag Doll, así como la hija de la primera Rag Doll.
Los Seis escapan y se dirigen a Gotham City, solo para ser atacados por Junior y los Supervillanos. Se revela que inicialmente fueron contratados por el Sombrerero Loco, simplemente para que los mataran. Tarántula se sacrifica a sí misma y a Junior, aparentemente destruyendo la tarjeta también en el proceso. Más tarde se revela que Scandal ahora está en posesión de la tarjeta.
Mientras se encuentran en una misión en Gotham City para matar a varios de los aliados de Batman, los Seis son emboscados por un grupo de superhéroes que han venido a ayudar a Batman. Deadshot queda inconsciente por Green Lantern y el resto de los Seis son derrotados de manera similar poco después.

### The New 52
En The New 52 (un reinicio de 2011 del universo de DC Comics), se presenta una nueva línea de tiempo que presenta un Deadshot con un pasado significativamente diferente. En lugar de un niño rico, es un niño nacido en la pobreza que luego se une al ejército antes de convertirse en un asesino de fuego. Tiene una hija llamada Suchin Lawton que tiene ascendencia japonesa. Sus hijos de la línea de tiempo anterior, Edward y Zoe, no se mencionan.
Antes de unirse al Escuadrón Suicida, se describe a Lawton como un villano de Batman y un rival de Mad Dog, un cazarrecompensas. También es enemigo acérrimo del Capitán Bumerang. En las historias de New 52, ya no luce su bigote característico, excepto en un momento en que se deja crecer uno para cubrir una cicatriz.
Deadshot es arrestado por un asesinato fallido de un senador estadounidense por parte de Batman y es sentenciado a cadena perpetua. Más tarde, es reclutado para formar parte del Escuadrón Suicida a cambio de una liberación anticipada. Deadshot se convierte en líder del equipo debido a su habilidad bajo presión. Desarrolla una relación casual con su nueva compañera de equipo Harley Quinn. Más tarde, Deadshot se desilusiona con el grupo después de que se le niega una visita planificada a su hija, la primera desde su arresto.
Deadshot finalmente sacrifica su vida para matar al malvado miembro del culto Regulas. Deadshot resucita más tarde, posiblemente a través de material genético tomado de Hombre Resurrección durante una misión anterior.
Durante la historia de 2013-2014 "Forever Evil", los equipos de la Liga de la Justicia aparentemente mueren. Para asegurarse de que la Tierra esté protegida, Amanda Waller le paga a Deadshot para que reúna al Escuadrón Suicida. La primera visita de Deadshot es a Harley Quinn.

### DC Renacimiento
Tras los eventos de DC Rebirth en 2016, se restablece la historia anterior a New 52 de Deadshot. Cuando un personaje menciona haber escuchado que Deadshot creció en la pobreza, Lawton ahora comenta que fue una mentira lo que dijo.
En la historia "The War of Jokes and Riddles", se revela retroactivamente que poco después de su primera derrota a manos de Batman, Deadshot se puso del lado del Joker en una guerra de pandillas contra Riddler y otros criminales. En un momento durante esta guerra de pandillas, Deadshot pasa cinco días luchando contra el asesino Deathstroke, que se pone del lado de Riddler. Después de que el conflicto causa múltiples muertes, Batman llega y derrota a ambos criminales, dejando a Deadshot hospitalizado con un traumatismo craneal severo.
Deadshot vuelve al servicio con el Escuadrón Suicida. Después de varias misiones más, aparentemente es asesinado por Máscara Negra.

## Poderes y habilidades
Deadshot no tiene poderes sobrehumanos, pero es el mejor tirador del Universo DC. Posee una precisión sobrehumana y regularmente se jacta de que "nunca falla" su objetivo. El personaje una vez disparó una manzana de la cabeza del Capitán Bumerang con los ojos cerrados. También rozó intencionalmente el cráneo de Enchantress mientras ella volaba, ya que se le pidió que la derribara de forma no letal. Es tan hábil que puede hacer que sus disparos reboten en las estructuras y matar a varios objetivos al mismo tiempo. Incluso puede disparar en las esquinas. Deadshot también es un genio táctico y un maestro estratega y también es un experto en demoliciones altamente calificado.
Deadshot tiene acceso a una amplia gama de armamento, especialmente su rifle de francotirador y dos ametralladoras montadas en cada brazo. Deadshot es supuestamente bilingüe, y aprendió a hablar ruso cuando era joven. También afirma haber sido un comunista carné.
Deadshot ha demostrado ser un formidable combatiente cuerpo a cuerpo cuando es necesario debido a su excelente condición física y entrenamiento como asesino. Se ha enfrentado cara a cara contra Batman en varias ocasiones y también ha luchado contra Deathstroke hasta detenerlo. Es experto en Karate, Jiu-Jitsu, Judo, Boxeo, Krav Maga y Muay Thai. También es un experto en muchos estilos diferentes de lucha con cuchillos. Lawton también posee un conocimiento avanzado de la anatomía humana y conoce todos los puntos débiles y puntos de presión del cuerpo humano.

## Ediciones recopiladas
| Título                              | Material recogido                                                 | Fecha de publicación | ISBN                          |
| ----------------------------------- | ----------------------------------------------------------------- | -------------------- | ----------------------------- |
| Deadshot: Beginnings                | Deadshot (vol. 1) #1-4, Batman #369, Detective Comics #474, 518   | Noviembre 2013       | 978-1401242985 978-1401242985 |
| Deadshot: Bulletproof               | Deadshot (vol. 2) #1-5, Batman: Legends of the Dark Knight #214   | Abril 2015           | 978-1401255190 978-1401255190 |
| Suicide Squad Most Wanted: Deadshot | Material from Suicide Squad Most Wanted: Deadshot and Katana #1-6 | Agosto 2016          | 978-1401263805                |

## Otras versiones

### Amalgam Comics
En el universo de Amalgam Comics, Deadshot se combinó con el villano de Marvel Bullseye para crear al asesino Deadeye. William Lawton aparece como enemigo de Dare the Terminator y Catsai.

### Batman: Los pecados del padre
Deadshot aparece como el principal antagonista del cómic digital vinculado entre los videojuegos Batman: The Telltale Series y Batman: The Enemy Within. Proveniente de una familia de ricos magnates inmobiliarios, Floyd fue testigo del asesinato de su hermano mayor por parte de sus padres abusivos cuando era un niño y luego los asesinó cuando tenía catorce años mientras lo preparaba para que pareciera que se habían suicidado. Al heredar la riqueza de su familia, abandona el negocio inmobiliario y se convierte en contratista militar, lo que le da acceso a un gran arsenal de armas.
Lawton descubre más tarde que, a pesar de que sus padres fueron enviados a Arkham Asylum por abuso infantil antes de la muerte de su hermano, no fueron enviados a la prisión ya que su médico, Thomas Wayne, acordó mantenerlos fuera del asilo siempre que le dieran un gran descuento en un edificio que eventualmente se convertiría en Wayne Tower. Después de que las revelaciones de la naturaleza corrupta de Thomas Wayne se hicieran públicas en el primer juego, Lawton se convierte en Deadshot y usa su puntería experta para cazar al personal de Arkham que trabajaba en el asilo durante el período de tiempo que Thomas operó.
Bruce habla con Lawton en persona con la esperanza de que Deadshot lo apunte a él en lugar del personal de Arkham, pero antagoniza a Lawton hasta el punto en que decide ir tras las personas cercanas a Bruce. Mientras Bruce logra salvar a Lucius Fox y al Comisionado Gordon, Deadshot secuestra a Alfred con el resto del personal de Arkham y les coloca explosivos a cada uno de ellos. Le da a Batman un arma y obliga al justiciero a decidir entre dispararle o dejar morir a los rehenes para demostrarle a Ciudad Gótica que los verdaderos héroes no existen. En cambio, Batman dispara el detonador y derrota a Deadshot mientras Alfred libera al resto de los rehenes. Lawton es enviado a Arkham Asylum después de que su abogado defendiera su trastorno de estrés postraumático no tratado, donde una figura sombría le ofrece un lugar en el Escuadrón Suicida.

### Futures End
Ambientado en un futuro alternativo cercano de New 52, Lawton está encarcelado en un Belle Reeve subterráneo al que le falta el brazo para disparar. Él, y los futuros Black Manta y Harley Quinn son separados por Amanda Waller, quien les informa que fueron encarcelados y olvidados cuando el gobierno encontró una manera de clonar a los supervillanos y a los miembros del Escuadrón Suicida en Texas. Después de que Harley y Manta son asesinados por clones de Joker, Deadshot le da tiempo a Waller al enfrentarse a un clon de Deathstroke en una pelea de espadas. A pesar de sus desventajas, Deadshot derrota al clon y sacrifica su vida en el proceso. Las acciones de Deadshot permitieron a Waller entrar en el centro principal y detener la clonación.

### Tiny Titans
Deadshot hace un cameo en la serie Tiny Titans como jugador del equipo de fútbol de Lobo, los Seis Secretos.

## Apariciones en otros medios

### Televisión

#### Animación
- Deadshot se consideró brevemente como parte de Las nuevas aventuras de Batman, con Michael Rosenbaum considerado para el papel a través de los gestos de Kevin Spacey.[23]
- Floyd Lawton / Deadshot aparece en Liga de la Justicia y Liga de la Justicia Ilimitada, con la voz oficial de Michael Rosenbaum. En "The Enemy Below" (Parte 1), Amo del Océano lo contrata para matar a Aquaman. Sin embargo, el intento de asesinato de Deadshot se ve frustrado, y es capturado por la Liga de la Justicia e interrogado por Batman. En "De aquí en adelante", Deadshot apareció más tarde con otros supervillanos que celebraban la supuesta muerte de Superman, donde causaron estragos en Metrópolis. Él se dirige específicamente a Batman, sin embargo, el Hombre de Acero detiene la bala de Deadshot y luego es derribado por el Caballero Oscuro. En el "Grupo de trabajo X", la ejecución de Lawton se cancela cuando el Coronel Rick Flag lo recluta en una unidad gubernamental de supervillanos que van a misiones a cambio de una sentencia reducida. Cuando el equipo viaja a la Watchtower para robar el autómata mágico del aniquilador, Floyd proporciona cobertura para sus compañeros, entrando en conflicto con muchos superhéroes en el proceso.
- Deadshot aparece en Batman: The Brave and the Bold, con la voz de Tom Kenny. En el episodio "Night of the Batmen!", Deadshot va en una ola de crímenes con varios otros villanos en Gotham City durante la ausencia de Batman, solo para ser derrotado por Flecha Verde haciéndose pasar por Batman.
- Deadshot aparece en Justice League Action, con la voz de Christian Slater. Esta versión se muestra con armas láser futuristas en lugar de sus armas de fuego habituales. En el episodio "Double-Cross", el Pingüino se encarga de Deadshot matando a Dos-Caras que ya ha sido detenido por Batman. Deadshot se enfrenta a Batman y Hombre Plástico, el último de los cuales se disfrazó de dos caras para evitar que Deadshot cumpliera su tarea, en un almacén de Gotham. Cuando Hombre Plástico sopla accidentalmente su propia portada, Deadshot huye de los dos superhéroes en busca de la actual Two-Face que había escapado de la captura antes. Batman, Hombre Plástico y Firestorm derrotan y detienen a Deadshot y Dos-Caras. En este caso, Deadshot fue derrotado cuando Hombre Plástico se transformó en una de las armas de Deadshot.

#### Acción en vivo
- Deadshot aparece en el segundo episodio de la décima temporada de Smallville. Es interpretado por Bradley Stryker.
- Deadshot aparece en el tercer y decimosexto capítulo de la primera temporada, en el sexto capítulo de la segunda temporada, y en el decimoséptimo episodio de la tercera temporada de la serie Arrow inspirada en el personaje Green Arrow. Está interpretado por Michael Rowe.
- Deadshot aparece en el decimotercer capítulo de la segunda temporada de The Flash.

### Películas

#### Animación
- Deadshot también aparece en la serie Batman: Gotham Knight que es parte de la línea temporal de las películas de Christopher Nolan. Aparece en el sexto y último capítulo llamado "Deadshot".
- Deadshot aparece en la película animada Batman: Assault on Arkham, estrenada en 2014 y parte del DC Universe Animated Original Movies y de la continuidad de Batman: Arkham. En la película, es afroamericano y forma parte del Escuadrón Suicida siendo Neal McDonough el actor de voz que lo interpretada en el idioma original.[24]

#### Acción en vivo
- Will Smith interpreta a Floyd Lawton / Deadshot en el universo extendido de DC. Smith ha firmado un acuerdo de múltiples imágenes para la franquicia. Esta versión es afroamericana a diferencia de la versión blanca en los cómics.[25][26]
  - El personaje hace su debut en la película de 2016 Escuadrón suicida, dirigida por David Ayer.[27] Descrito como el "sicario más buscado del mundo", Lawton es detenido por Batman mientras salía de compras con su hija, Zoe, en Gotham City. Posteriormente, es chantajeado para unirse al grupo de trabajo del gobierno de Amanda Waller compuesto por supervillanos capturados. Después de que el "Escuadrón Suicida" pusiera fin a la crisis en Midway City al derrotar a la Encantadora. A Lawton se le permiten visitas supervisadas con su hija, además de tener diez años retirados de su sentencia. Él fue visto por última vez leyendo las cartas de Zoe y haciendo ejercicio en su celda en la prisión de Belle Reve.
  - Deadshot no aparecerá en la próxima secuela de Escuadrón suicida debido a conflictos de programación con Smith. Inicialmente se informó que Idris Elba lo reemplazaría en el papel; sin embargo, en abril de 2019, se confirmó que Elba interpretará a otro personaje llamado Bloodsport, dándole la opción a Smith de volver a retomar a su personaje en alguna secuela futura.[28][29][30][31]
  - Will Smith habría regresado como Floyd Lawton / Deadshot en The Batman de Ben Affleck, Escuadrón Suicida 2 de Gavin O'Connor, una película en solitario Deadshot y Liga de la Justicia Parte 2 de Zack Snyder.
- Deadshot hace un cameo en Ready Player One.

### Videojuegos

#### Lego
- Deadshot aparece en las versiones de Lego Batman 2: DC Super Heroes de Nintendo 3DS y PlayStation Vita como un personaje desbloqueable. Se le puede encontrar en el nivel "Brawl at City Hall".
- Deadshot aparece como un personaje jugable en Lego Batman 3: Beyond Gotham, con la voz de Robin Atkin Downes.[32]
- Deadshot aparece en Lego DC Super-Villains, con Matthew Mercer repitiendo su papel de 'Injustice 2.

#### Injustice
- Deadshot aparece en Injustice: Dioses entre nosotros. Aparece en el fondo de la isla de Stryker. Su iteración de la película Suicide Squad se puede reproducir en la versión móvil del juego.
- Deadshot aparece como un personaje jugable en Injustice 2, con la voz de Matthew Mercer. En la historia del juego, se ve obligado a convertirse en miembro de la Sociedad después de que Gorilla Grodd tome posesión del detonador del explosivo implantado dentro de la cabeza de Deadshot y lucha contra Flash y Catwoman o Cyborg durante la invasión de Brainiac. En su final de jugador único, él entrega Brainiac y Grodd a las autoridades.

#### Batman: Arkham
Deadshot aparece en la serie de Batman: Arkham, con la voz de Chris Cox.
- En Batman: Arkham City, el profesor Hugo Strange contrata a Deadshot para asesinar a presos políticos con información confidencial sobre Arkham City. Batman logra rastrear a Deadshot e impedir que mate a Jack Ryder antes de detenerlo.
- En la precuela de Batman: Arkham Origins, Deadshot aparece como uno de los ocho asesinos contratados por el Joker (disfrazado de Máscara Negra) para matar a Batman. Obliga al vigilante a confrontarlo en el Gotham Merchants Bank, donde él y sus hombres son finalmente sometidos por Batman. Deadshot también aparece en Batman: Arkham Origins Blackgate.[33]
- Las armas de Deadshot aparecen en la sala de pruebas del GCPD en Batman: Arkham Knight.

#### Otros juegos
- Deadshot aparece en las etapas 1 y 2 del videojuego Batman (Nintendo Entertainment System).
- Deadshot aparece como un personaje jugable en el juego móvil Suicide Squad: Special Ops basado en la película.